# Ministrowie spraw wewnętrznych Polski
Poniższa tabela przedstawia wszystkich ministrów spraw wewnętrznych w Polsce od czasu utworzenia rządu polskiego w Regencyjnym Królestwie Polskim w roku 1917 do czasu przekształceń związanych z reformą centrum administracyjno-gospodarczego z roku 1996 i od roku 2011.
| # | Osoba                        | Od                   | Do                   | #                                               | Osoba                                           | Od                                              | Do                                              |
| --- | ---------------------------- | -------------------- | -------------------- | ----------------------------------------------- | ----------------------------------------------- | ----------------------------------------------- | ----------------------------------------------- |
| Ministrowie w Regencyjnym Królestwie Polskim |                              |                      |                      |                                                 |                                                 |                                                 |                                                 |
| 1 | Jan Stecki                   | 26 listopada 1917    | 23 października 1918 |                                                 |                                                 |                                                 |                                                 |
| 2 | Zygmunt Chrzanowski          | 23 października 1918 | 4 listopada 1918     |                                                 |                                                 |                                                 |                                                 |
| 3 | Stanisław Ustyanowski        | 5 listopada 1918     | 17 listopada 1918    |                                                 |                                                 |                                                 |                                                 |
| Ministrowie w II Rzeczypospolitej Polskiej |                              |                      |                      |                                                 |                                                 |                                                 |                                                 |
| 4 | Stanisław Thugutt            | 17 listopada 1918    | 16 stycznia 1919     |                                                 |                                                 |                                                 |                                                 |
| 5 | Stanisław Wojciechowski      | 16 stycznia 1919     | 9 czerwca 1920       |                                                 |                                                 |                                                 |                                                 |
| – | Józef Kuczyński              | 23 czerwca 1920      | 24 lipca 1920        |                                                 |                                                 |                                                 |                                                 |
| 6 | Leopold Skulski              | 24 lipca 1920        | 28 czerwca 1921      |                                                 |                                                 |                                                 |                                                 |
| 7 | Władysław Raczkiewicz        | 28 czerwca 1921      | 13 września 1921     |                                                 |                                                 |                                                 |                                                 |
| 8 | Stanisław Downarowicz        | 19 września 1921     | 5 marca 1922         |                                                 |                                                 |                                                 |                                                 |
| 9 | Antoni Kamieński             | 10 marca 1922        | 16 grudnia 1922      |                                                 |                                                 |                                                 |                                                 |
| 10 | Władysław Sikorski           | 16 grudnia 1922      | 26 maja 1923         |                                                 |                                                 |                                                 |                                                 |
| 11 | Władysław Kiernik            | 28 maja 1923         | 15 grudnia 1923      |                                                 |                                                 |                                                 |                                                 |
| 12 | Władysław Sołtan             | 17 grudnia 1923      | 21 marca 1924        |                                                 |                                                 |                                                 |                                                 |
| 13 | Zygmunt Hübner               | 21 marca 1924        | 17 listopada 1924    |                                                 |                                                 |                                                 |                                                 |
| 14 | Cyryl Ratajski               | 17 listopada 1924    | 14 czerwca 1925      |                                                 |                                                 |                                                 |                                                 |
| 15 | Władysław Raczkiewicz        | 15 czerwca 1925      | 5 maja 1926          |                                                 |                                                 |                                                 |                                                 |
| 16 | Stefan Smólski               | 10 maja 1926         | 15 maja 1926         |                                                 |                                                 |                                                 |                                                 |
| 17 | Kazimierz Młodzianowski      | 15 maja 1926         | 30 września 1926     |                                                 |                                                 |                                                 |                                                 |
| 18 | Felicjan Sławoj Składkowski  | 2 października 1926  | 29 grudnia 1929      |                                                 |                                                 |                                                 |                                                 |
| 19 | Henryk Józewski              | 29 grudnia 1929      | 3 czerwca 1930       |                                                 |                                                 |                                                 |                                                 |
| 20 | Felicjan Sławoj Składkowski  | 3 czerwca 1930       | 23 czerwca 1931      |                                                 |                                                 |                                                 |                                                 |
| 21 | Bronisław Pieracki           | 23 czerwca 1931      | 15 czerwca 1934      |                                                 |                                                 |                                                 |                                                 |
| 22 | Leon Kozłowski               | 16 czerwca 1934      | 28 czerwca 1934      |                                                 |                                                 |                                                 |                                                 |
| 23 | Marian Zyndram-Kościałkowski | 28 czerwca 1934      | 12 października 1935 |                                                 |                                                 |                                                 |                                                 |
| 24 | Władysław Raczkiewicz        | 13 października 1935 | 15 maja 1936         |                                                 |                                                 |                                                 |                                                 |
| 25 | Felicjan Sławoj Składkowski  | 16 maja 1936         | 30 września 1939     |                                                 |                                                 |                                                 |                                                 |
| Ministrowie na uchodźstwie |                              |                      |                      |                                                 |                                                 |                                                 |                                                 |
| 26 | Władysław Sikorski           | 30 września 1939     | 10 października 1940 |                                                 |                                                 |                                                 |                                                 |
| 27 | Stanisław Kot                | 10 października 1940 | 3 września 1941      |                                                 |                                                 |                                                 |                                                 |
| 28 | Stanisław Mikołajczyk        | 3 września 1941      | 14 lipca 1943        | Ministrowie w Rzeczypospolitej Polskiej         | Ministrowie w Rzeczypospolitej Polskiej         | Ministrowie w Rzeczypospolitej Polskiej         | Ministrowie w Rzeczypospolitej Polskiej         |
| 29 | Władysław Banaczyk           | 14 lipca 1943        | 24 listopada 1944    | 31                                              | Stanisław Radkiewicz                            | 21 lipca 1944                                   | 21 lipca 1952                                   |
| 30 | Zygmunt Berezowski           | 29 listopada 1944    | 10 lutego 1949       | Ministrowie w Polskiej Rzeczypospolitej Ludowej | Ministrowie w Polskiej Rzeczypospolitej Ludowej | Ministrowie w Polskiej Rzeczypospolitej Ludowej | Ministrowie w Polskiej Rzeczypospolitej Ludowej |
| - | Roman Odzierzyński           | 7 kwietnia 1949      | 10 sierpnia 1950     | 31                                              | Stanisław Radkiewicz                            | 22 lipca 1952                                   | 7 grudnia 1954                                  |
| - | Jerzy Ścibor                 | 8 sierpnia 1955      | 28 marca 1957        | 32                                              | Władysław Wicha                                 | 7 grudnia 1954                                  | 12 grudnia 1964                                 |
| – | Stanisław Pomianowski        | 15 kwietnia 1957     | 8 września 1959      | 33                                              | Mieczysław Moczar                               | 12 grudnia 1964                                 | 15 lipca 1968                                   |
| - | Stanisław Pomianowski        | 8 września 1959      | 26 września 1963     | 34                                              | Kazimierz Świtała                               | 15 lipca 1968                                   | 13 lutego 1971                                  |
| |                              |                      |                      | 35                                              | Franciszek Szlachcic                            | 13 lutego 1971                                  | 22 grudnia 1971                                 |
| |                              |                      |                      | 36                                              | Wiesław Ociepka                                 | 22 grudnia 1971                                 | 28 lutego 1973                                  |
| |                              |                      |                      | 37                                              | Stanisław Kowalczyk                             | 22 marca 1973                                   | 8 października 1980                             |
| |                              |                      |                      | 38                                              | Mirosław Milewski                               | 8 października 1980                             | 31 lipca 1981                                   |
| |                              |                      |                      | 39                                              | Czesław Kiszczak                                | 31 lipca 1981                                   | 31 grudnia 1989                                 |
| Ministrowie w III Rzeczypospolitej Polskiej |                              |                      |                      |                                                 |                                                 |                                                 |                                                 |
| |                              |                      |                      | 40                                              | Czesław Kiszczak                                | 1 stycznia 1990                                 | 6 lipca 1990                                    |
| 41 | Krzysztof Kozłowski          | 6 lipca 1990         | 12 stycznia 1991     |                                                 |                                                 |                                                 |                                                 |
| 42 | Henryk Majewski              | 12 stycznia 1991     | 23 grudnia 1991      |                                                 |                                                 |                                                 |                                                 |
| 43 | Antoni Macierewicz           | 23 grudnia 1991      | 20 czerwca 1992      |                                                 |                                                 |                                                 |                                                 |
| 44 | Andrzej Milczanowski         | 11 lipca 1992        | 22 grudnia 1995      |                                                 |                                                 |                                                 |                                                 |
| 45 | Jerzy Konieczny              | 29 grudnia 1995      | 7 lutego 1996        |                                                 |                                                 |                                                 |                                                 |
| 46 | Zbigniew Siemiątkowski       | 7 lutego 1996        | 31 grudnia 1996      |                                                 |                                                 |                                                 |                                                 |
| Z dniem 31 grudnia 1996 roku Ministerstwo Spraw Wewnętrznych zostało zlikwidowane, a na jego miejsce powołano 1 stycznia 1997 roku Ministerstwo Spraw Wewnętrznych i Administracji o innym zakresie kompetencji. |                              |                      |                      |                                                 |                                                 |                                                 |                                                 |
| Ministrowie Spraw Wewnętrznych i Administracji właściwi ds. wewnętrznych III Rzeczypospolitej Polskiej |                              |                      |                      |                                                 |                                                 |                                                 |                                                 |
| |                              |                      |                      | 47                                              | Leszek Miller                                   | 1 stycznia 1997                                 | 31 października 1997                            |
| |                              |                      |                      | 48                                              | Janusz Tomaszewski                              | 31 października 1997                            | 3 września 1999                                 |
| |                              |                      |                      | 49                                              | p.o. Janusz Pałubicki                           | 3 września 1999                                 | 7 października 1999                             |
| |                              |                      |                      | 50                                              | Marek Biernacki                                 | 7 października 1999                             | 19 października 2001                            |
| |                              |                      |                      | 51                                              | Krzysztof Janik                                 | 19 października 2001                            | 21 stycznia 2004                                |
| |                              |                      |                      | 52                                              | Józef Oleksy                                    | 21 stycznia 2004                                | 21 kwietnia 2004                                |
| |                              |                      |                      | 53                                              | p.o. Jerzy Szmajdziński                         | 21 kwietnia 2004                                | 2 maja 2004                                     |
| |                              |                      |                      | 54                                              | Ryszard Kalisz                                  | 2 maja 2004                                     | 31 października 2005                            |
| |                              |                      |                      | 55                                              | Ludwik Dorn                                     | 31 października 2005                            | 8 lutego 2007                                   |
| |                              |                      |                      | 56                                              | Janusz Kaczmarek                                | 8 lutego 2007                                   | 8 sierpnia 2007                                 |
| |                              |                      |                      | 57                                              | Władysław Stasiak                               | 8 sierpnia 2007                                 | 16 listopada 2007                               |
| |                              |                      |                      | 58                                              | Grzegorz Schetyna                               | 16 listopada 2007                               | 13 października 2009                            |
| |                              |                      |                      | -                                               | p.o. Donald Tusk                                | 13 października 2009                            | 14 października 2009                            |
| |                              |                      |                      | 59                                              | Jerzy Miller                                    | 14 października 2009                            | 18 listopada 2011                               |
| Z dniem 18 listopada 2011 roku premier Donald Tusk podzielił MSWiA na Ministerstwo Spraw Wewnętrznych i Ministerstwo Administracji i Cyfryzacji.                                                                 |                              |                      |                      |                                                 |                                                 |                                                 |                                                 |
| Ministrowie Spraw Wewnętrznych III Rzeczypospolitej Polskiej |                              |                      |                      |                                                 |                                                 |                                                 |                                                 |
| |                              |                      |                      | 60                                              | Jacek Cichocki                                  | 18 listopada 2011                               | 25 lutego 2013                                  |
| |                              |                      |                      | 61                                              | Bartłomiej Sienkiewicz                          | 25 lutego 2013                                  | 22 września 2014                                |
| |                              |                      |                      | 62                                              | Teresa Piotrowska                               | 22 września 2014                                | 16 listopada 2015                               |
| Ministrowie Spraw Wewnętrznych i Administracji właściwi ds. wewnętrznych III Rzeczypospolitej Polskiej |                              |                      |                      |                                                 |                                                 |                                                 |                                                 |
| |                              |                      |                      | 63                                              | Mariusz Błaszczak                               | 16 listopada 2015                               | 9 stycznia 2018                                 |
| |                              |                      |                      | 64                                              | Joachim Brudziński                              | 9 stycznia 2018                                 | 4 czerwca 2019                                  |
| |                              |                      |                      | 65                                              | Elżbieta Witek                                  | 4 czerwca 2019                                  | 9 sierpnia 2019                                 |
| |                              |                      |                      | 66                                              | Mariusz Kamiński                                | 9 sierpnia 2019                                 | 27 listopada 2023                               |
| |                              |                      |                      | 67                                              | Paweł Szefernaker                               | 27 listopada 2023                               | 13 grudnia 2023                                 |
| |                              |                      |                      | 68                                              | Marcin Kierwiński                               | 13 grudnia 2023                                 | 13 maja 2024                                    |
| |                              |                      |                      | 69                                              | Tomasz Siemoniak                                | 13 maja 2024                                    | nadal                                           |